# Tête Jaune Cache
Tête Jaune Cache ist eine Ansiedlung (englisch unincorporated populated place) in der Provinz British Columbia im Westen Kanadas.

## Lage
Die Streusiedlung liegt am Westabhang der kanadischen Rocky Mountains im Tal des Fraser River etwa 100 km westlich von Jasper (Alberta), 240 km östlich von Prince George und 330 km nördlich von Kamloops. Hier mündet das südliche Teilstück des Yellowhead Highways, Highway 5 auf das nördliche, dem Highway 16.
Das Tal ist von drei Bergketten umgeben, den Monashee, den Premier und den Rocky Mountains, der McLennan River mündet hier in den Fraser River.

## Geschichte
Der Name der Siedlung leitet sich von Tête Jaune (deutsch ‚Blondschopf‘; richtiger Name: Pierre Hastination), einem der Nation der Irokesen-Métis angehörenden Trapper und Pelzhändler ab, der von den Voyageurs aufgrund seiner blonden Haare so genannt wurde. Der weitere Ortsname „Versteck“ (französisch cache) soll anzeigen, dass Tête Jaune hier offensichtlich seine Pelze versteckt hielt.
Der Bau der Grand Trunk Pacific Railway bescherte der Ortschaft um 1910 einen kurzen Boom, als hier etwa 3.000 Menschen siedelten.
Nachdem die Bevölkerung über viele Jahre bis auf etwa 500 zurückgegangen war, hat der steigende Tourismus in den letzten Jahren diese Zahl stabilisiert.

## Verkehr
Verkehrstechnisch ist die Gemeinde auch an ein überregionales Netz von Busverbindungen angeschlossen, welches von BC Bus North betrieben wird. Die Gemeinde ist in diesem Netz an der Verbindung Prince George–Valemont angebunden. Mit Stand 2020 sind in diesem Netz insgesamt 34 Gemeinden und Siedlungen im zentralen und nördlichen British Columbia verbunden.